# Дунайські князівства
Дунайські князівства (рум. Principatele Dunărene, серб. Дунавске кнежевине, трансліт. Dunavske kneževine) — термін, наданий Габсбурзькою монархією після підписання Кючук-Кайнарджійського мирного договору (1774) з тим, щоб позначити області на нижньому Дунаї: Молдавське князівство і Волоське князівство. Термін використовувався до об'єднання двох князівств у 1859 році. Разом з Трансильванією, Об'єднане князівство Волощини та Молдови склало основу Румунської національної держави . 

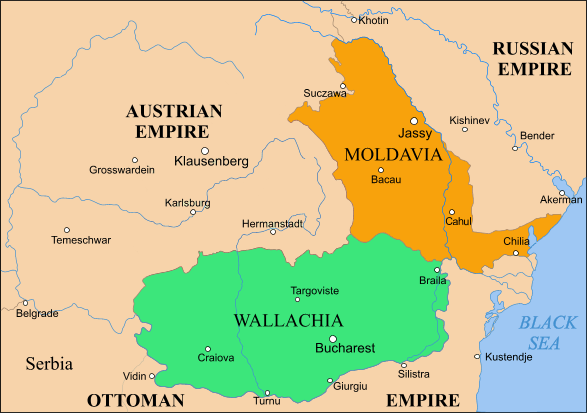
Дунайські князівства у середині 19-го сторіччя

У ширшому сенсі, термін може також застосовуватися до Сербського князівства як князівства на Дунаї яке потрапило під сюзеренітет (поряд із Волощиною і Молдовією) під владу Порти з 1817.